# Жилле, Анн-Катрин
Анн-Катрин Жилле (фр. Anne-Catherine Gillet; род. 20 января 1975, Либрамон-Шевиньи) — бельгийская оперная певица, сопрано.

## Биография
Училась в Консерватории Льежа у Никола Кристою.
Первые роли в своей карьере получила в Королевской опере Валлонии. С 2003 года приглашалась в Театр Капитолий (Тулуза) для исполнения ведущих партий. В 2006 году по приглашению Джона Элиота Гардинера исполнила роль Принцессы Лаулы в «Звезде» Шабрие в Цюрихском оперном театре, а затем — в Опера Комик.
В 2009 году Жилле дебютировала в Парижской национальной опере.

## Оперный репертуар
- Жюль Массне: Софи, «Вертер»;
- Джакомо Пуччини: Мюзетта, «Богема»;
- Франсис Пуленк: Констанс, «Диалоги кармелиток»;
- Рихард Штраус: Зденка, «Арабелла»;
- Вольфганг Амадей Моцарт: Деспина, «Так поступают все»; Сюзанна, «Свадьба Фигаро»;
- Жорж Бизе: Микаэла, «Кармен»;
- Георг Фридрих Гендель: Поппея, «Коронация Поппеи»;
- Жан Филипп Рамо: Арисия, «Ипполит и Арисия»
- Джузеппе Верди: Джильда, «Риголетто»